# Битва за Гому (2025)
1°40′46″ пд. ш. 29°14′01″ сх. д. / 1.6794444444444° пд. ш. 29.233611111111° сх. д.
Битва за Гому — битва за столицю конголезької провінції Північне Ківу між повстанцями М23 та Руандою та конголезькими урядовими військами, підтриманими військами ООН, 25—30 січня 2025 року. Завершилася захопленням міста повстанцями.
Руанда заявила, що захищається від загрози з боку конголезьких ополченців.

## Оцінки
Британський тижневик The Economist порівнює дії Руанди з діями Росії на Донбасі у 2014 році. На думку видання, руандійський диктатор Поль Кагаме скопіював тактику Володимира Путіна: загони маловідомого угруповання M23 озброюються та прямують його режимом під приводом захисту місцевої народності тутсі. Насправді M23 переслідують інтереси уряду Руанди та захоплюють територію сусідньої держави, одночасно заперечуючи цей факт. За оцінками ООН, на територію Конго вторглися тисячі руандійських солдатів, що Руанда сама заперечує, попри свідчення очевидців.